# Naked City (banda)
Naked City fue un supergrupo musical de música de vanguardia, inicialmente activo en la ciudad de New York entre 1988 y 1993, y reuniéndose brevemente en 2003 para volver a disolverse después de una gira de despedida Naked City fue iniciada por el líder, saxofonista y compositor John Zorn como un "taller de composición" para probar los límites de la composición (e improvisación) en un estilo tradicional de rock.

## Historia
En el estilo temprano de Naked City, las canciones tienen un tempos muy rápidos, rayando en el énfasis del grindcore y el fastcore en la velocidad extrema. Muchas canciones soy muy breves y, típicamente intercaladas con distintos géneros. La crítica describió a la banda como un "micro-collage saltón y cortado de metal, rock, noise, country, jazz y blues de mala muerte, versiones de John Barry y Ornette Coleman, breves encuentros con lo abstracto — toda una ciudad apretada en dos o tres explosivos minutos". Esta tendencia al cambio rápido se inspiró en parte en Carl Stalling — favorito de Zorn — quien escribió varias músicas para dibujos animados de Warner Brothers, usando frecuentes cambios en el tempo, tema y estilo de música.
El primer disco Naked City, llamado precisamente Naked City fue distribuido por Nonesuch Records y tenía por portada una fotografía de Weegee en la que aparece el cadáver de un gánster, además de macabras ilustraciones de Maruo Suehiro. Hubo desacuerdo con respecto a las imágenes entre Zorn y la discográfica. El quería usar escenas explícitas de sadomasoquismo, imágenes médicas del siglo XIX y fotografías de ejecuciones, las más ilustrativas de víctimas de Leng Tch'e; Nonesuch Records se rehusó. Zorn terminó la relación con el sello, publicando los siguientes discos de la banda con Shimmy Disc y sus propio sello de vanguardia Tzadik Records.
En otras entregas, la banda varió su enfoque estilístico y repertorio para incluir piezas de modernos compositores clásicos como Aleksandr Skriabin, Claude Debussy, Charles Ives, y Olivier Messiaen, cuyos trabajos aparecen en el álbum Grand Guignol. 
El tercer álbum de la banda, Heretic (1992), incluía más de estas breves improvisaciones inspiradas por el libro Jeux des Dames Cruelles, editado por Taschen en 1988 y en la que el investigador Serge Nazarieff recopila imágenes eróticas sadomasoquistas del período comprendido entre los años 1850 y 1930. La banda lo presentaba como soundtrack para una película underground de igual nombre protagonizada por Karen Finley. Este dato ha sido tomado por distintos medios, aunque no existe registro de que la película haya existido alguna vez. 
Después de eso, la banda editó un segundo EP, Leng Tch'e, en 1992 con una composición única que duraba más de una hora. Radio, lanzado en 1993, fue el primer álbum de Naked City compuesto únicamente por Zorn y presentaba temas que acreditaban una amplia gama de influencias musicales.
La última grabación de la banda, Absinthe (1993), presentaba una mezcla de ruido ambiental con temas titulados en honor a las obras de Paul Verlaine, Charles Baudelaire y otras figuras del movimiento decadente de fin de siglo, y una dedicatoria a Olivier Messiaen.
Zorn suspendió Naked City cuando sintió "la necesidad de escribir música para otros conjuntos, en otros contextos, con nuevas ideas". En 2003 se produjo una breve reunión del 15º aniversario para dos espectáculos en Ámsterdam y Varsovia respectivamente.

## Conexiones con el cine
El grupo ha realizado numerosos covers de cortes de bandas sonoras de películas, incluyendo el trabajo de Georges Delerue. Las piezas "Bonehead" y "Hellraiser", de Torture Garden, suenan en la secuencia de inicio las película de Michael Haneke, Funny Games y su remake de 2007.

## Integrantes

### Exintegrantes de grabación
- John Zorn - saxofón alto
- Bill Frisell - guitarra eléctrica
- Mike Patton (miembro de Mr. Bungle y Faith No More) - guitarra solista y voz
- Fred Frith (miembro de Henry Cow) - bajo
- Wayne Horvitz - teclado
- Joey Baron - batería
- Yamantaka Eye (miembro de Hanatarash y Boredoms) - voz

### Exintegrantes en vivo
- Cyro Baptista – batería extra
- Carol Emanuel – arpa y guitarra solista
- Mike Patton (miembro de Mr. Bungle y Faith No More) - voz [1991, 2003]

## Discografía
- Naked City (1990/Álbum de estudio)
- Torture Garden (1990/Álbum de estudio)
- Grand Guignol (1992/Álbum de estudio)
- Heretic (1992/Álbum de estudio)
- Leng Tch'e (1992/Álbum de estudio)
- Radio (1993/Álbum de estudio)
- Absinthe (1993/Álbum de estudio)
- Black Box (contiene los álbumes Torture Garden y Leng Tch'e, originalmente publicado solo en Japón) (1996/Álbum recopilatorio)
- Naked City Live: The Knitting Factory 1989 (2002/Álbum en vivo)
- Naked City: The Complete Studio Recordings (2005/Caja recopilatoria)